# Boca do Monte (distrito de Santa Maria)
Boca do Monte es un distrito del municipio de Santa Maria, en el estado brasileño del Río Grande del Sur. Está situado en la parte noroeste de Santa Maria. El asiento del distrito se encuentra a 16 km del Centro de Santa Maria.
El distrito de Boca do Monte posee un área de 307,44 km² que equivale al 17,16% del municipio de Santa María que es 1791,65 km².

## Historia
El distrito es, con los distritos de Sede y Arroio do Só, los distritos más antiguos de la municipalidad de Santa María.

## Límites
Los límites del distrito con los distritos de Santo Antão, São Valentim y Sede, y, con los municipios de São Martinho da Serra, São Pedro do Sul e Dilermando de Aguiar.

## Barrios
El distrito de Boca do Monte comprende el siguiente barrio:
- Boca do Monte

## Carreteras y ferrocarriles
- En el distrito atraviesa la ferrocarril América Latina Logística que corta la parte norte del distrito.
- En el distrito atraviesa las siguientes carreteras:
  - BR-287: Cruza el distrito que lo separa en el norte y el sur. La carretera es la salida de Santa María a los municipios de Mata, Santiago e São Borja.
  - BR-158: En el límite con el distrito de São Valentim.
  - RS-580: cubierta con asfalto, conecta la sede del distrito al carretera BR-287.